# Farfetch'd
Farfetch'd (japanski: カモネギ Kamonegi) jedan je od 1025 fiktivnih vrsta Pokémona iz medijske franšize Pokémon, skupa Pokémon videoigara, animiranih serija, manga stripova, knjiga, igraćih karata i drugih medija kojima je tvorac Satoshi Tajiri. Svrha je Farfetch'da u videoigrama, animiranoj seriji i manga stripovima, kao i svrha ostalih Pokémona, borba s divljim Pokémonima – neukroćenim stvorenjima koje igrači i likovi pronalaze dok kreću na razne avanture – i pripitomljenim Pokémonima drugih Pokémon trenera.

## Etimologijaimena
Farfetch'dovo ime dolazi od engleske fraze "far-fetched", što znači "na granici vjerojatnosti". Istodobno, moglo bi se donositi na englesku riječ "fetch" = zgrabiti, hvatati.
Farfetch'dov lik temelji se na legendi o patki koja baca zeleni luk za osobom, kako bi ga ta osoba vratila natrag patci i ispekla je zajedno s njime. Japansko ime Farfetch'da podržava ovu teoriju; njegovo ime, Kamonegi, kombinacija je japanskih riječi "kamo" = divlja patka (istovremeno označava i lakovjernost) i "negi" = vrsta ljutike.

## Pokédex podaci
- Pokémon Red/Blue: Izdanak zelenog luka koje uvijek drži njegovo je oružje. Koristi ga vješto poput metalnog mača.
- Pokémon Yellow: Obitava u područjima gdje rastu trske. Rijetko ga se viđa, pa se smatra kako broj njegove vrste opada.
- Pokémon Gold: Ako netko pokuša ometati područje gdje raste zeleni luk, koristi vlastiti izdanak kako bi ih omeo u njihovim planovima.
- Pokémon Silver: Ako pojede izdanak zelenog luka kojeg nosi sa sobom, istog se trena baca u potragu za novim.
- Pokémon Crystal: Mnogi su se ljudi počeli truditi pri uzgajanju ove vrste Pokémona u namjeri da spriječe njegovo izumiranje.
- Pokémon Ruby/Sapphire: Farfetch'da se uvijek može vidjeti kako drži stabljiku neke vrste biljke. Smatra se kako postoje dobre i loše stabljike. Znaju se dogoditi borbe između ovih Pokémona nad dobrim stabljikama.
- Pokémon Emerald: Uvijek ga se može vidjeti sa stabljikom biljke. Smatra se kako postoje dobre i loše stabljike. Ovaj se Pokémon ponekad bori s ostalima nad stabljikama svog izbora.
- Pokémon FireRed: Uvijek hoda uokolo sa stabljikom u svom kljunu. Koristi ju pri izgradnji gnijezda.
- Pokémon LeafGreen: Izdanak zelenog luka koje uvijek drži njegovo je oružje. Koristi ga vješto poput metalnog mača i reže svakojake stvari.
- Pokémon Diamond/Pearl: Nije sposoban živjeti bez stabljike koju čitavo vrijeme drži. Iz tog razloga, branit će stabljiku od napadača vlastitim životom.

## U videoigrama
Farfetch'd je rijedak u većini igara. U igrama Pokémon Red i Blue te u Pokémon FireRed i LeafGreen, postoji samo jedan individualni Farfetch'd kojeg igrač može dobiti samo kroz razmjenu s trenerom koji traži Spearowa u gradu Vermilionu. U Pokémon Yellow, Farfetch'da se može pronaći na Stazama 12 i 13, a u Pokémon Gold i Silver videoigrama može ga se pronaći na Stazama 38 i 39, u jutarnjim i popodnevnim satima. U Pokémon Diamond i Pearl, Farfetch'da se može pronaći na Stazi 221, te se pojavljuje u nasumičnom jatu. U Pokémon XD: Gale of Darkness, Shadow Farfetch'da može se oteti Cipher Adminu Lovrini na otoku Citadark.

## Tehnike
| Prirodne tehnike                 | Prirodne tehnike | Prirodne tehnike |
| -------------------------------- | ---------------- | ---------------- |
| Tehnika                          | Vrsta tehnike    | Razina           |
| Otrovni ubod (Poison Jab)        | Otrovni          |                  |
| Kljucanje (Peck)                 | Leteći           |                  |
| Napad pijeskom (Sand-attack)     | Zemljani         |                  |
| Opaki pogled (Leer)              | Normalni         |                  |
| Bijesni rezač (Furry Cutter)     | Buba             |                  |
| Bijesni napad (Furry Attack)     | Normalni         | 7                |
| Odbacivanje (Knock Off)          | Mračni           | 9                |
| Zračni as (Aerial Ace)           | Leteći           | 13               |
| Razrezivanje (Slash)             | Normalni         | 19               |
| Zračni rezač (Air Cutter)        | Leteći           | 21               |
| Mačevalački ples (Swords Dance)  | Normalni         | 25               |
| Okretnost (Agility)              | Psihički         | 31               |
| Noćno razrezivanje (Night Slash) | Mračni           | 33               |
| Zračno razrezivanje (Air Slash)  | Leteći           | 37               |
| Lukavština (Feint)               | Normalni         | 43               |
| Lažna oštrica (False Swipe)      | Normalni         | 45               |

## Statistike
| HP:      | 52 |  |
| Attack:  | 65 |  |
| Defense: | 55 |  |
| Special: | 58 |  |
| SpAtk:   | 58 |  |
| SpDef:   | 62 |  |
| Speed:   | 60 |  |

Statistika Special korištena je samo tijekom prve generacije; kasnije je podijeljenja na Special Attack i Special Defense statistike.

## U animiranoj seriji
U epizodi "Tako blizu, a tako Farfetch'd", Misty nailazi na divljeg Farfetch'da koji je partner poznatom kriminalcu koji krade tuđe Pokémone. Farfetch'd se još jednom pojavljuje u epizodi "Farfetch'dova priča". U njoj, sin prerađivača ugljena pokušava naučiti svog Farfetch'da tehniku Rezanja (Cut) da bi mogao pomoći svome ocu u prikupljanju drva.